# Mastarayi Selav
Mastarayi Selav är ett periodiskt vattendrag i Armenien. Det ligger i den västra delen av landet, 50 kilometer väster om huvudstaden Jerevan.
Trakten runt Mastarayi Selav består i huvudsak av gräsmarker. Runt Mastarayi Selav är det ganska tätbefolkat, med 248 invånare per kvadratkilometer.